# 宋翼弼

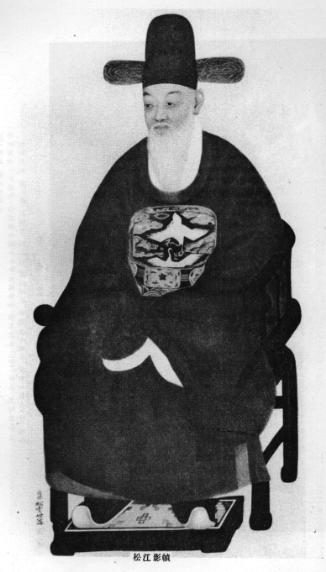
宋翼弼画像

宋翼弼（1534年2月10日—1599年8月8日）本貫礪山宋氏、字雲長、号龜峰，又号玄繩，朝鲜半岛後世尊称其为宋龜峰或龜峰先生。朝鲜王朝的庶子出身儒學者及政治人，作家，詩人。諡號文敬。被稱東方理學的中興祖。己丑獄事背後人物同畿湖學的巨將和西人黨的理論家。

## 生平
他的父親是宋祀連，生母安甘丁為妾侍，是成均館司藝安敦厚與婢妾重金所生的庶女，祖母爲奴婢出身。在李珥、成渾、鄭澈的切親朋友及西人黨的創黨成员和理論的地主之一。由於身為庶子，屬賤民身份，不許出仕官職，他在鄕里落鄕，從事學問硏究和儒生敎育。
1589年西人黨的高官使嗾和己丑獄事背後人物。1910年贈職奎章閣大提學同諡贈文敬。
他的門人金長生爲他的學問后世傳承、金集·安邦俊·宋時烈·宋浚吉·尹宣擧·尹拯等繼承。

## 著作
- 龜峰集

## 関聯項目
- 李珥
- 成渾
- 鄭徹
- 白仁傑
- 金長生
- 宋時烈
- 安邦俊
- 金集
- 宋浚吉

## 脚注
1. ↑  宋祀連 
2. ↑  宋翼弼[永久]